# Total!
Pour les articles homonymes, voir Total.
 (décembre 2018).
Si vous disposez d'ouvrages ou d'articles de référence ou si vous connaissez des sites web de qualité traitant du thème abordé ici, merci de compléter l'article en donnant les références utiles à sa vérifiabilité et en les liant à la section « Notes et références ».
Total! était un magazine de jeu vidéo britannique spécialisé dans l'actualité Nintendo, publié par Future Publishing de décembre 1991 à octobre 1996,.